# Tvrtko Kale
Tvrtko Kale Dreshler (Zagreb, 5. lipnja 1974.) bivši je hrvatski nogometaš koji je igrao na poziciji vratara.
Igra na mjestu vratara. Od 2015. godine je član izraelskog Maccabi Kirjat Gate. Nastupao je za izraelski Hapoel Be'er Sheva, Maccabi Tel-Aviv, Beitar Jerusalem, švicarski Neuchâtel Xamax, te za hrvatske klubove HNK Hajduk Split, NK Zadar, NK Hrvatski dragovoljac (Zagreb), NK Samobor, HNK Rijeka, NK Inker (Zaprešić), NK Čakovec, NK Lokomotiva.

## Uspjesi i nagrade
Klupski uspjesi:
- prvak Hrvatske (2004/05. Hajduk),
- doprvak Hrvatske (1998/99 Rijeka)
- finalist Hrvatskog kupa (2004/05. Hajduk),
- Superkup (2003/04. Hajduk; 2004/05. Hajduk)

Osobna priznanja:
- najbolji vratar Izraelske lige u sezoni 2006/07.
- najbolji igrač Prve hrvatske nogometne lige 2004. godine (prema "Slobodnoj Dalmaciji")
- najbolji igrač NK Zadar u sezoni 2003/04. (prema "Zadarskom listu")

## Osobni podaci
U intervjuu za izraelski sportski portal Sport 5 Kale je izjavio da je on zapravo Židov prema židovskom zakonu, budući je njegova baka s majčine strane Židovka.
Statistika u Hajduku
| Natjecanje        | Nastupi | Zgoditci |
| ----------------- | ------- | -------- |
| Prvenstvo         | 32      | 1        |
| Kup               | 7       | 0        |
| Superkup          | 1       | 0        |
| Međunarodne       | 3       | 0        |
| Splitski podsavez | 0       | 0        |
| Ukupno            | 43      | 1        |
| Prijateljske      | 15      | 0        |
| Sveukupno         | 58      | 1        |

Prvi nastupa za Hajduk bio je u Dublinu protiv Shelbourna 4. kolovoza 2004 (liga prvaka). Svoj jedini zgoditak dao je Zadru u 88-oj minuti iz jedanaesterca, i Hajduk je utakmicu dobio s 4:0 (ostali strijelci bili su Blatnjak (1'), Pralija (34') i Bušić (63')

## Vanjske poveznice
- Osobna internetska stranica  Arhivirana inačica izvorne stranice od 26. listopada 2005. (Wayback Machine)